# Näsinneula

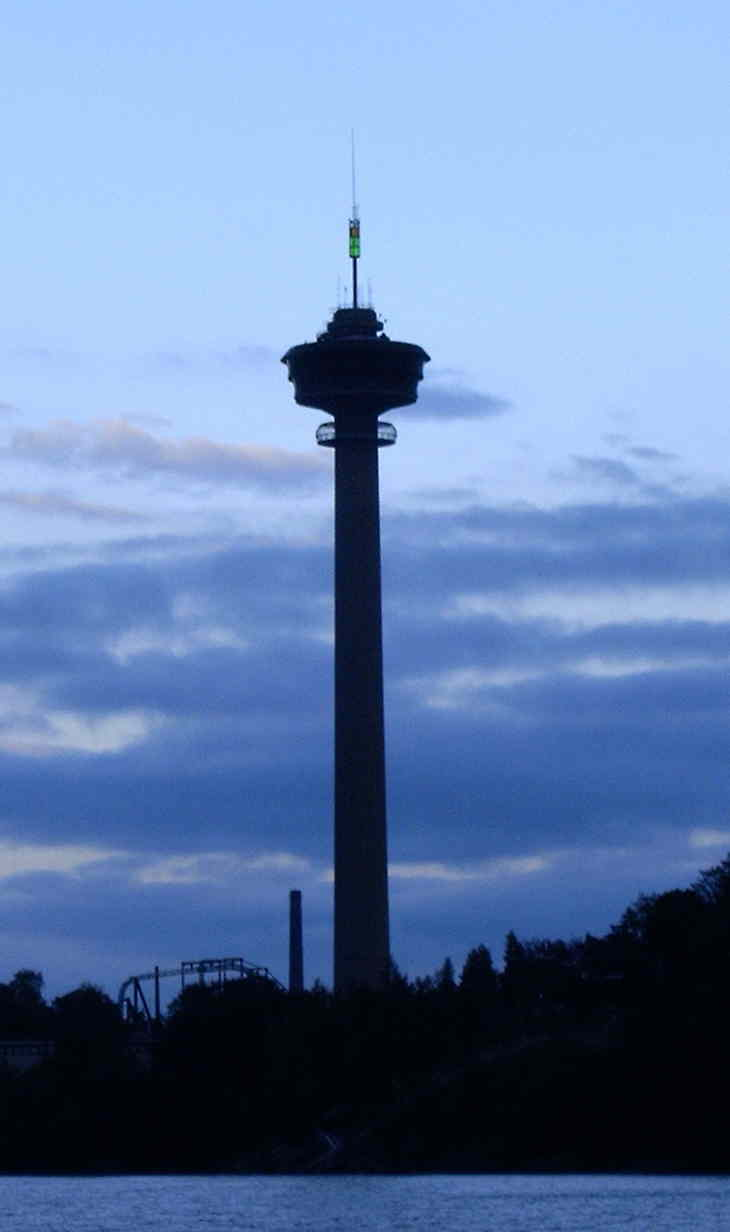
Torre Näsinneula a 168 metros de altura.

Näsinneula es una torre observatorio localizada en Tampere, Finlandia. Es la torre de observación más alta en los países nórdicos con una altura de 168 metros. La torre fue abierta en 1971 y está localizada en el parque de atracciones Särkänniemi. Hay un restaurante giratorio en la torre, a 124 metros del suelo. 
La torre tiene luces de faro en la parte alta de esta, que sirven para indicar el clima a los ciudadanos:
- 3 luces amarillas = Despejado
- 2 luces amarillas = Nublado
- 1 luz amarilla = Lluvia Ocasional
- 3 luces verdes = Lluvia

La base de la torre es cerca de 15 metros más alta que el Lago Näsijärvi. Los elevadores de la torre se detienen a 120 metros, donde se encuentra la cafetería Pilvilinna. El restaurante Näsinneula se encuentra un piso más arriba. El paseo en elevador toma 27 segundos con una velocidad máxima de 6 m/s llevando a un máximo de 15 personas. 